# Ши (дерево)
Ши, Карите, или Вителла́рия удиви́тельная (лат. Vitellaria paradoxa, или Butyrospermum parkii) — дерево семейства Сапотовые, с раскидистой кроной и кожистыми листьями. Растение распространено в Западной и Центральной Африке на южной границе Сахеля и прилегающих к нему саваннах. Оно достигает 20 м в высоту и способно жить несколько столетий. Начинает цвести душистыми коричневыми цветками в двадцатилетнем возрасте и активно плодоносить в пятидесятилетнем, сохраняя высокую урожайность в течение более ста лет. Спелые плоды дерева ши употребляют в пищу в свежем виде. Из семян растения в процессе долгой обработки получают масло, по вкусу похожее на сливочное.

## Описание
Ши представляет собой крепкое дерево, ствол которого вырастает до 20 метров в высоту и более метра в диаметре. Карите является листопадным растением, но одновременно с опаданием листвы на нём появляются новые листья. Крона дерева плотная и разветвлённая, форма переменная. У взрослых деревьев кора тёмная, толстая, с глубокими трещинами. Листья жёсткие и как бы связанные в пучки, в основном скученные на концах ветвей. Дерево обладает обширной корневой системой, позволяющее ему пережить сезонные или многолетние засухи в саванне.
Буроватые или кремово-белые цветки также в основном собраны на концах ветвей. Они опыляются насекомыми, в основном пчёлами. Плоды ши созревают в начале сезона дождей. Недозрелые плоды зелёного цвета, при созревании становятся коричневыми. Плоды шаровидной или эллипсоидной формы 3—6 см длиной, держащиеся за стебель (цветонос) 1—3 см длиной. Мякоть желтовато-зелёная и сладкая. Орех в центре плода состоит из тонкой коричневой оболочки, заключающей в себя одно тёмно-коричневое яйцевидное ядро, богатое жирами. Орехи имеют вес около 3 грамм. Иногда они содержат более одного ядра.

## Распространение
В Африке дерево ши распространено на южной границе Сахеля и прилегающих к нему саваннах. Сенегал является западной границей ареала. Плотные заросли карите встречаются в Гвинее, Мали, Буркина-Фасо и Нигере. Деревья произрастают также в Гвинее-Бисау, Сьерра-Леоне, Кот-д'Ивуаре, Гане, Бенине, а также в Нигерии и Камеруне. К востоку от этого региона растение распространено случайным образом по всей Центральной Африке, оно встречается в Чаде, Судане, Эфиопии, Уганде и Конго.

## Применение
Древесина дерева ши имеет небольшое практическое значение как топливо и строительный материал. Масло дерева ши имеет много вариантов использования и производится в двух формах: очищенной и неочищенной.
В странах Запада масло ши в основном используется для косметики.
В Африке оно широко используется в пищевых и лекарственных целях и является основным источником пищевых жиров, уступая по своему значению только пальмовому маслу.
Различные части этого растения широко применяются в традиционной медицине африканских народов. Например, отвар коры ветвей и коры корней используют для лечения проказы и при укусах змей, а также при диарее. Отвар листьев используется для увеличения лактации, при головной боли и болевых симптомах в желудочно-кишечном тракте.

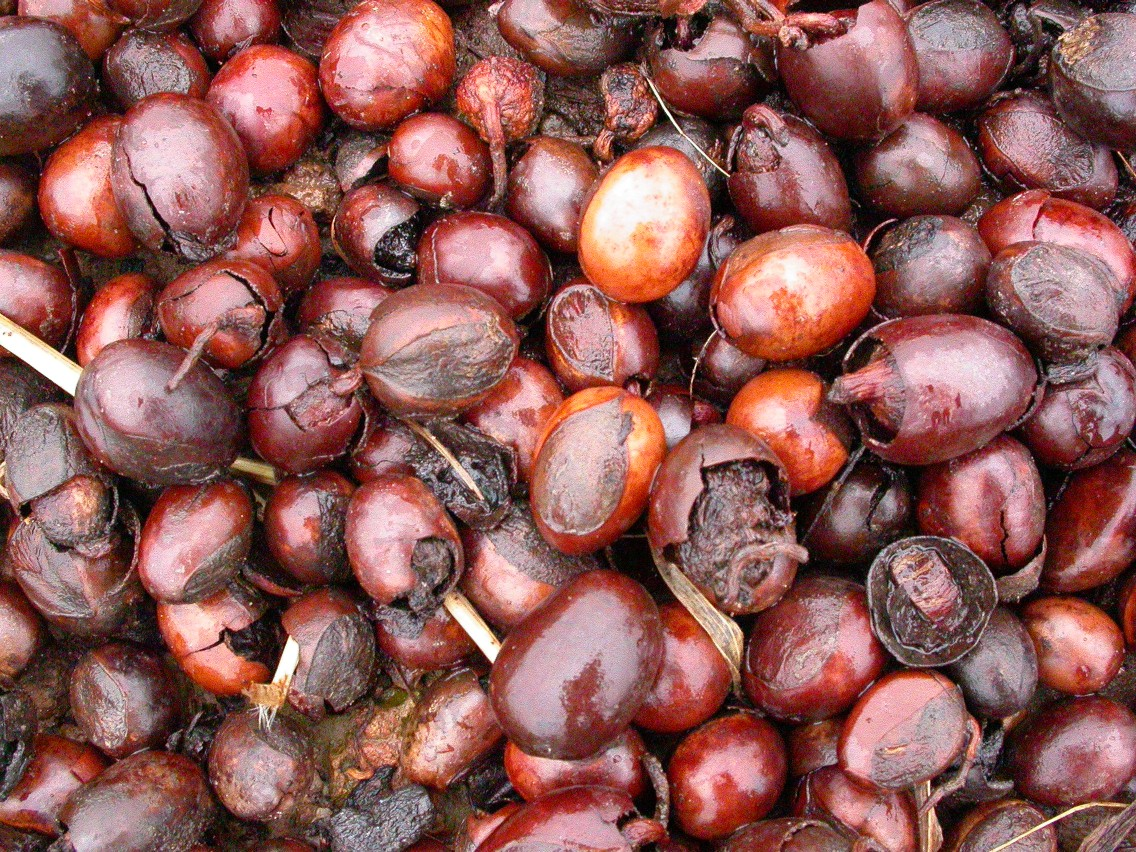
Семена ши
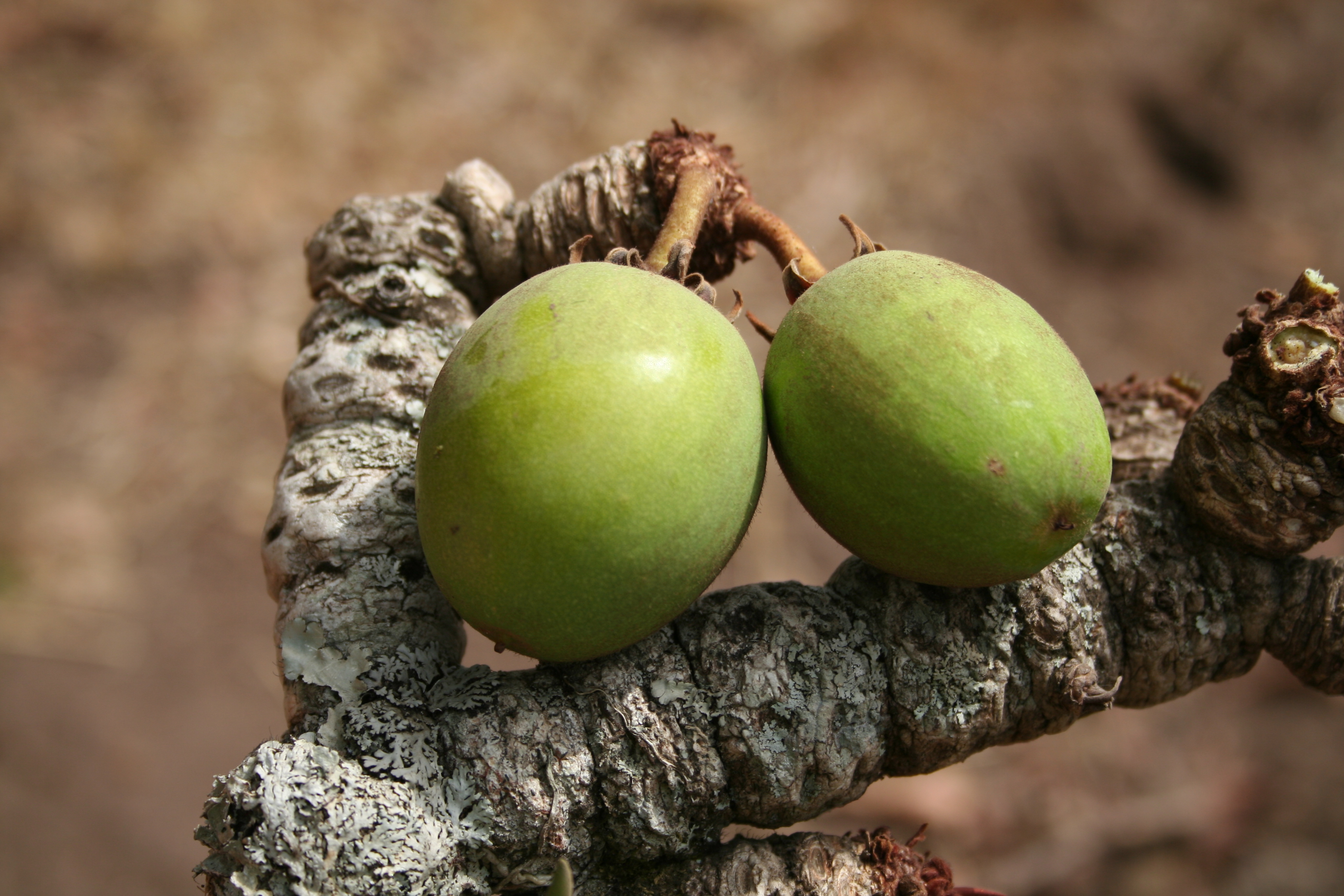
Плоды ши